# Starzawa (wieś w Polsce)
Starzawa (do 14 lutego 1968 Starzowa; w latach 1977–1981 Stawiska) – wieś w Polsce położona w województwie podkarpackim, w powiecie przemyskim, w gminie Stubno, przy granicy z Ukrainą.
| SIMC    | Nazwa     | Rodzaj    |
| ------- | --------- | --------- |
| 0611710 | Nowostawy | część wsi |

Wieś starostwa przemyskiego Starzow położona była na przełomie XVI i XVII wieku w powiecie przemyskim ziemi przemyskiej województwa ruskiego.
W latach 1944–1948 w ZSRR (rejon mościski, obwód drohobycki). W maju 1948, w związku z korektą granicy państwową między Polską a ZSRR, część wioski włączono z powrotem do Polski. 
W latach 1975–1998 miejscowość administracyjnie należała do województwa przemyskiego.
Większość obszaru miejscowości zajmuje Gospodarstwo Rybne, założone na miejscu dawnego majątku ziemskiego. Na sztucznym wzniesieniu, począwszy od XVI wieku, stały trzy kolejne dwory, po których jedynym śladem jest resztka parku z XIX wieku. Gospodarstwo Rybne obejmuje zespół stawów, będący ostoją ptactwa wodnego i błotnego oraz jest miejscem odpoczynku ptaków podczas corocznych przelotów.
Na terenie wsi utworzono rezerwat leśny "Starzawa", chroniący fragment lasów łęgowych z zespołem łęgu wiązowo-jesionowego oraz ze stanowiskiem szachownicy kostkowatej. Roślina ta ma kwiaty podobne do tulipana, z okwiatem obróconym w dół. Nazwa pochodzi od delikatnego wzoru, jaśniejszych i ciemniejszych pól, przypominających szachownicę.
Po drugiej stronie granicy leży pozostała część dawnej dużej wioski - ukraińska wieś Starzawa.